# Fawzia Zainal
Fawzia Abdulla Yusuf Zainal, née en 1961, est une journaliste, une militante sociale et une femme politique bahreïnienne, présidente du Conseil des représentants du 12 décembre 2018 au 12 décembre 2022. Zainal est la première femme à diriger le parlement de Bahreïn et la deuxième femme à diriger un parlement arabe du Golfe après Amal Al Qubaisi des Émirats arabes unis.

## Éducation
Zainal obtient un diplôme en éducation et en arabe de l'université de Bahreïn en 1983 et possède un diplôme de troisième cycle en conseil de l'université de Jordanie. Elle reçoit un diplôme supérieur de l'Institution de développement politique de Bahreïn en 2008 et un diplôme de l'université de Bahreïn en 2014.

## Carrière
Zainal a travaillé comme journaliste et est une activiste médiatique et sociale. Elle travaille comme directrice à la Société de radio et de télévision de Bahreïn pendant vingt-cinq ans, et est membre de la Société des femmes d'affaires de Bahreïn. En 2009, elle est la consultante en planification stratégique et en développement au ministère de la Culture et de l'Information de Bahreïn.
Zainal se présente pour la première fois aux élections législatives en 2006, malgré les menaces proférées contre les candidates. Sa tente de campagne est incendiée et elle est la cible de ragots désobligeants. En 2014, elle se présente dans le cinquième district d'East Riffa, mais échoue par 288 voix lors du second tour des élections contre son adversaire masculin. Son programme de campagne promet de se concentrer sur l'amélioration des conditions de vie des femmes, ainsi que sur la lutte contre le chômage et la corruption.
Zainal est élue en décembre 2018 aux côtés de cinq autres femmes, remportant son siège contre le président sortant, Khalifa al-Ghanim, qui l'avait battue de justesse en 2014,,. Elle critique le Parlement précédent et promis de donner la priorité aux besoins des plus personnes les plus défavorisés de sa circonscription. Bahreïn n'a pas de quota de représentantes féminines, mais même si le genre est considéré comme un problème moins important en 2018, les panneaux d'affichage de Zanial sont déchirés et dégradés et d'autres candidats déclarent avoir reçu des menaces en ligne,,. Zainal déclare : « Ma victoire a brisé la règle de domination masculine dans ce district et indique que les habitants de la région ont la conviction et la maturité qui les font ne pas regarder le sexe des candidats, mais leurs capacités et leur aptitude à assumer des responsabilités. »
Le 12 décembre 2018, Zainal est élue présidente du Conseil des représentants avec 25 voix sur 40, puis nommée par le roi Hamed ben Issa Al Khalifa. Il déclare : « L'élection de la première femme présidente du Conseil des représentants représente un bond en avant et une source de fierté pour le Royaume de Bahreïn qui n'a ménagé aucun effort pour autonomiser les femmes ».
En 2023, elle est l'ambassadrice du Bahreïn auprès de l'Égypte.